# Montiers-sur-Saulx
Montiers-sur-Saulx – miejscowość i gmina we Francji, w regionie Grand Est, w departamencie Moza.
Według danych na rok 1990 gminę zamieszkiwało 551 osób, a gęstość zaludnienia wynosiła 12 osób/km² (wśród 2335 gmin Lotaryngii Montiers-sur-Saulx plasuje się na 560. miejscu pod względem liczby ludności, natomiast pod względem powierzchni na miejscu 16.).